# Los potros del tiempo
Los potros del tiempo es el octavo álbum de estudio de la banda española Marea publicado en 2022 bajo el sello discográfico El Dromedario Records.

## Lista de canciones
1. Otra cicatriz - 4:25
2. Buena muerte - 3:38
3. Se acaba el baile - 3:39
4. Nuestra fosa - 4:33
5. Más me duele a mí - 4:39
6. Lo habido - 3:31
7. Esta puta soledad - 3:54
8. Ceniciento - 4:53
9. La grillera - 3:55
10. El más sucio de los nombres - 4:08
11. Te voy a decir la verdad - 4:49

| DVD Deluxe Edition: Las Manos Ardiendo - En Concierto |                                  |          |  |
| N.º                                                   | Título                           | Duración |  |
| 1.                                                    | «En Las Encías»                  |          |  |
| 2.                                                    | «El Temblor»                     |          |  |
| 3.                                                    | «La Noche De Viernes Santo»      |          |  |
| 4.                                                    | «Mierda Y Cuchara»               |          |  |
| 5.                                                    | «Muchas Lanzas»                  |          |  |
| 6.                                                    | «Manuela Canta Saetas»           |          |  |
| 7.                                                    | «Corazón De Mimbre»              |          |  |
| 8.                                                    | «Mil Quilates»                   |          |  |
| 9.                                                    | «Que Se Joda El Viento»          |          |  |
| 10.                                                   | «Un Hierro Sin Domar»            |          |  |
| 11.                                                   | «Lija Y Terciopelo»              |          |  |
| 12.                                                   | «Pecadores»                      |          |  |
| 13.                                                   | «Trasegando»                     |          |  |
| 14.                                                   | «Jindama»                        |          |  |
| 15.                                                   | «Pájaros Viejos»                 |          |  |
| 16.                                                   | «Ocho Mares»                     |          |  |
| 17.                                                   | «Romance De José Etxailarena»    |          |  |
| 18.                                                   | «Como Los Trileros»              |          |  |
| 19.                                                   | «Preparados Para El Rock & Roll» |          |  |
| 20.                                                   | «Bienvenido Al Secadero»         |          |  |
| 21.                                                   | «Como El Viento De Poniente»     |          |  |
| 22.                                                   | «El Perro Verde»                 |          |  |
| 23.                                                   | «Marea»                          |          |  |